# Parakeldyshite
La parakeldyshite è un minerale.